# Гонсалес, Джонатан (футболист)
Джонатан Александер Гонсалес Мендоса (исп. и англ. Jonathan Alexander González Mendoza; 13 апреля 1999, Санта-Роза, Калифорния, США) — американский и мексиканский футболист, полузащитник клуба «Монтеррей». Выступал за сборную Мексики.

## Клубная карьера
В 2013 году в возрасте 14 лет Гонсалес участвовал в выставочном турнире Sueno Alianza, предназначенного для отбора потенциальных талантов среди юношей латиноамериканского происхождения для футбольных клубов Мексики. По результатам турнира, прошедшего в Карсоне, он получил приглашения на просмотры от 14 клубов Лиги MX. В начале 2014 года Гонсалес присоединился к академии футбольного клуба «Монтеррей». В составе юношеской команды «Монтеррея» он одержал победу в весеннем чемпионате Мексики 2017 среди юношей до 17 лет. Перед осенним чемпионатом того же года Джонатан, достигший совершеннолетия, был переведён в основную команду «полосатых». Его дебют во взрослом футболе состоялся 21 июля 2017 года в матче первого тура апертуры против «Монаркас Морелия», где он вышел с первых минут. По итогам апертуры 2017 Гонсалес был включён в символическую сборную первенства. Он помог «Монтеррею» выиграть Кубок Мексики апертуры 2017. По общим итогам сезона 2017/18 Гонсалес был признан новичком года. 5 января 2019 года в матче стартового тура клаусуры против «Пачуки» Джонатан забил свой первый гол в профессиональной карьере.
13 июня 2021 года Гонсалес был арендован «Некаксой». Дебютировал за «Некаксу» 31 июля в матче против «Америки», выйдя на замену в конце второго тайма.
6 декабря 2021 года Гонсалес отправился в аренду в «Керетаро». Дебютировал за «Керетаро» 8 января 2022 года в матче стартового тура клаусуры против «Монтеррея», выйдя на замену во втором тайме.
7 августа 2022 года Гонсалес был взят в аренду клубом MLS «Миннесота Юнайтед» на оставшуюся часть сезона 2022. За право приобрести его «Миннесота Юнайтед» выплатила «Колорадо Рэпидз» $50 тыс. в общих распределительных средствах. В высшей лиге США он дебютировал 14 августа в матче против «Нэшвилла», заменив Эмануэля Рейносо на 84-й минуте. 9 октября в матче заключительного тура регулярного чемпионата против «Ванкувер Уайткэпс» забил свой первый гол в MLS. По окончании сезона 2022 «Миннесота Юнайтед» провела переговоры о заключении постоянного контракта с Гонсалесом.

## Международная карьера
Гонсалес представлял Соединённые Штаты на юношеском и молодёжном уровнях. В составе сборной США до 20 лет он выиграл молодёжный чемпионат КОНКАКАФ 2017.
В начале января 2018 года Гонсалес сообщил о своём решении представлять на взрослом уровне Мексику. 24 января 2018 года он получил разрешение от ФИФА на смену футбольного гражданства. 31 января 2018 года Джонатан дебютировал за сборную Мексики в товарищеском матче со сборной Боснии и Герцеговины, выйдя на замену на 57-й минуте вместо Элиаса Эрнандеса.
22 мая 2018 года Гонсалес был вызван в сборную Мексики до 21 года для участия в Турнире в Тулоне 2018. Он выходил в стартовом составе во всех матчах группового этапа и полуфинале, но не сыграл в финале, где Мексика проиграла Англии со счётом 1:2, из-за травмы.

## Достижения
Командные
 «Монтеррей»
- Чемпион Мексики: апертура 2019
- Обладатель Кубка MX: апертура 2017
- Победитель Лиги чемпионов КОНКАКАФ: 2019

 США (до 20)
- Чемпион КОНКАКАФ среди молодёжных команд: 2017

Личные
- Член символической сборной Лиги MX: апертура 2017
- Новичок года Лиги MX: 2017/18
- Лучший молодой игрок Лиги чемпионов КОНКАКАФ: 2019[35]

## Статистика выступлений
| Выступление       | Выступление          | Выступление      | Лига | Лига | Плей-офф | Плей-офф | Кубок | Кубок | ЛЧ КОНКАКАФ | ЛЧ КОНКАКАФ | Прочие | Прочие | Итого | Итого |
| Клуб              | Лига                 | Сезон            | Игры | Голы | Игры     | Голы     | Игры  | Голы  | Игры        | Голы        | Игры   | Голы   | Игры  | Голы  |
| ----------------- | -------------------- | ---------------- | ---- | ---- | -------- | -------- | ----- | ----- | ----------- | ----------- | ------ | ------ | ----- | ----- |
| Монтеррей         | Лига MX              | 2017/18          | 28   | 0    | 8        | 0        | 7     | 0     | —           | —           | —      | —      | 43    | 0     |
| Монтеррей         | Лига MX              | 2018/19          | 22   | 1    | 1        | 0        | 3     | 0     | 6           | 0           | —      | —      | 32    | 1     |
| Монтеррей         | Лига MX              | 2019/20          | 9    | 0    | 3        | 0        | 9     | 0     | —           | —           | 3      | 0      | 24    | 0     |
| Монтеррей         | Лига MX              | 2020/21          | 12   | 0    | 0        | 0        | —     | —     | 3           | 0           | —      | —      | 15    | 0     |
| Монтеррей         | Лига MX              | 2022/23          | —    | —    | 0        | 0        | —     | —     | —           | —           | —      | —      | 0     | 0     |
| Монтеррей         | Лига MX              | 2023/24          | 3    | 0    | —        | —        | —     | —     | —           | —           | —      | —      | 3     | 0     |
| Монтеррей         | Итого                | Итого            | 74   | 1    | 12       | 0        | 19    | 0     | 9           | 0           | 3      | 0      | 117   | 1     |
| Некакса           | Лига MX              | 2021/22          | 6    | 0    | —        | —        | —     | —     | —           | —           | —      | —      | 6     | 0     |
| Некакса           | Итого                | Итого            | 6    | 0    | —        | —        | —     | —     | —           | —           | —      | —      | 6     | 0     |
| Керетаро          | Лига MX              | 2021/22          | 4    | 0    | —        | —        | —     | —     | —           | —           | —      | —      | 4     | 0     |
| Керетаро          | Итого                | Итого            | 4    | 0    | —        | —        | —     | —     | —           | —           | —      | —      | 4     | 0     |
| Миннесота Юнайтед | MLS                  | 2022             | 8    | 1    | 0        | 0        | —     | —     | —           | —           | —      | —      | 8     | 1     |
| Миннесота Юнайтед | Итого                | Итого            | 8    | 1    | 0        | 0        | —     | —     | —           | —           | —      | —      | 8     | 1     |
| Рая 2             | Лига де Экпансьон MX | 2022/23          | 7    | 0    | 2        | 0        | —     | —     | —           | —           | —      | —      | 9     | 0     |
| Рая 2             | Итого                | Итого            | 7    | 0    | 2        | 0        | —     | —     | —           | —           | —      | —      | 9     | 0     |
| Всего за карьеру  | Всего за карьеру     | Всего за карьеру | 99   | 2    | 14       | 0        | 19    | 0     | 9           | 0           | 3      | 0      | 144   | 2     |